# 銅鑼天后宮
24°29′32″N 120°47′21″E / 24.492159°N 120.789048°E
銅鑼天后宮，是位於臺灣苗栗縣銅鑼鄉福興村的媽祖廟，為乙未戰爭時吳湯興誓師地，也是電影《冬冬的假期》的一景。

## 歷史沿革
銅鑼天后宮創立於道光二十五年（1845年），為李傳良創建。迨至同治三年（1864年）地方士紳例貢生陳嘉樂重修十二間，並捐田兩處，以該田年收八十二石之租穀作為祀田。1900年，銅鑼灣公學校（今銅鑼國小）因學生人數眾多，從銅鑼武聖宫移至此廟授課，直到1907年興建校舍完成。1945年3月29日上午，美機B29來襲，造成平民傷亡。

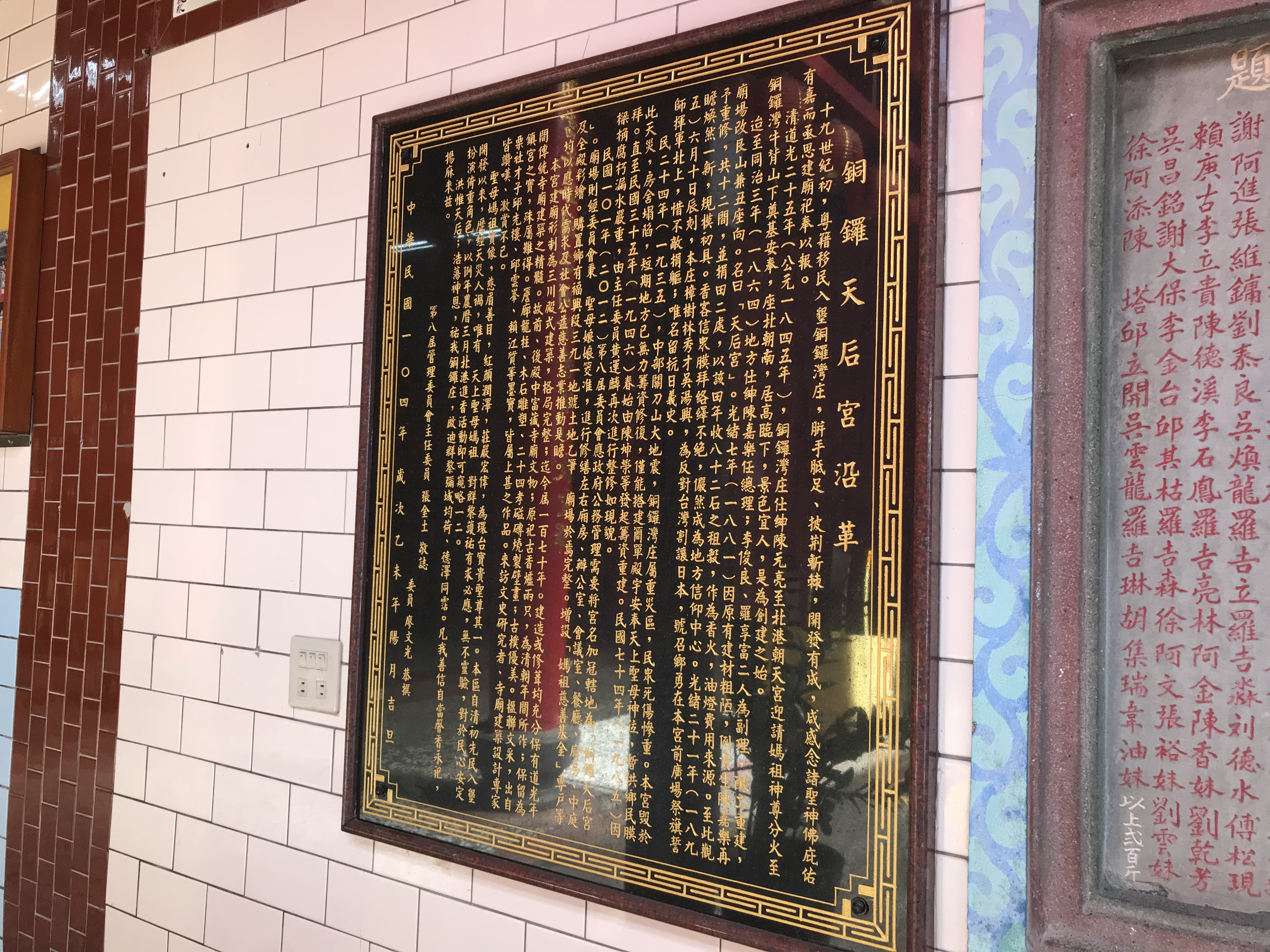
沿革

戰後時期的廟址為福興村復興路48號。1995年4月17日清晨，廟內兩尊約兩三尺高的千里眼和順風耳神像，連從竹森村法尊堂請來的兩尊較小的千里眼和順風耳也一併失竊。
2012年，第八屆管理委員會應政府公務管理需要，將宮名加冠轄地為「銅鑼天后宮」，同時將左右廂房、辦公室、會議室、餐廳、廚房、中庭及全殿修繕彩繪，又增購周圍土地，廟場於焉完整。建造修葺仍保有道光年間建築。前、後殿保有清朝原祀古香爐兩只，楹聯文來自苗栗栗社才子邱先樓、邱雲峰、賴江質等人。

## 乙未戰爭
此廟為乙未戰爭時吳湯興誓師地。2008年中華民國總統選舉時，謝長廷競選團隊、以鄭麗君為首的行腳團曾到此廟上香，並對吳湯興曾孫吳建興及眷屬獻花致意。2015年，乙未年事件120週年，苗栗縣政府舉辦名為「追尋歷史巡禮，重現苗栗乙未地景」活動，將銅鑼天后宮、徐驤紀念公園、楊統領廟、頭份義民廟、苗栗客家文化園區等地列為參觀地點。

## 相關軼事
1935年農曆三月十九日，銅鑼天后宮媽祖前往北港朝天宮進香回鑾，未料上午6點2分發生規模7.1的關刀山地震，銅鑼庄、公館庄九成以上房屋倒塌，卻因銅鑼、公館等地民眾皆早起迎媽祖，讓不少居民逃過一劫。
1966年農曆三月廿三媽祖誕時，臺灣各處舉行大拜拜，但此廟總理李景增提倡節約，不拜拜、演戲、下港、請客，遂獲得縣長林為恭讚許。
劉慕沙回憶父親為蓋銅鑼鄉重光診所，就於銅鑼天后宮廟埕曬花生來賣，她就在此邊看日本文學書邊守著。之後侯孝賢改編自劉慕沙之子朱天心、朱天文作品成為電影《冬冬的假期》，將銅鑼媽祖廟入鏡。
2008年中華民國立法委員選舉，竹南鎮鎮長康世儒、苗栗縣農會總幹事李乙廷爭取國民黨下屆立委，決定在苗栗縣第一選區八座廟宇以擲筊決定何人出線，最後李乙廷在此廟獲得關鍵的勝利。